# Fanfara Rotaria
Fanfara de copii „Rotaria”, din județul Vaslui, a fost condusă de profesorul Romeo Tălmaciu (1966-2018), ale cărei piese apar pe coloana sonoră a filmului A fost sau n-a fost, al lui Corneliu Porumboiu. Fanfara a câștigat premiul juriului la Festivalul internațional de fanfare din Belgia (2006).Detalii aici Arhivat în 6 octombrie 2007, la Wayback Machine.